# Elezioni legislative in Francia del 1945
Le elezioni legislative in Francia del 1945 per eleggere i 586 deputati dell'Assemblea costituente si sono tenute il 21 ottobre. Furono le uniche elezioni tenutesi durante il governo provvisorio della Repubblica (1944–1946).

## Contesto
Le ultime elezioni democratiche si erano tenute circa dieci anni prima, il 3 maggio 1936, e avrebbero dovuto tenersi nel 1940, sennonché la Terza Repubblica si trovò invasa dalla Germania nazista il 10 maggio del medesimo anno, venendo costretta all'armistizio il 22 giugno e posta a nord sotto il diretto controllo tedesco (governo militare), mentre a sud si costituì un governo civile collaborazionista, denominatosi "Stato francese", ma meglio noto come "Governo di Vichy", dal nome della capitale provvisoria.
Al termine della Seconda guerra mondiale, in seguito alla Liberazione di Parigi il 25 agosto 1944, fu costituito un governo provvisorio guidato dal generale Charles de Gaulle, di comune accordo tra Alleati, Francia libera (guidata da de Gaulle) e nuclei della Resistenza francese. Scopo del governo era quello di guidare la Francia contro la Germania nelle fasi finali della guerra e ricostruire un assetto politico-istituzionale di stampo democratico.
Il 21 ottobre 1945, data scelta per le elezioni della nuova assemblea, furono un punto fondamentale dello sviluppo politico francese in senso democratico e partecipativo: 
- Il suffragio universale, precedentemente riservato agli uomini, venne esteso per la prima volta anche alle donne
- L'introduzione dello strumento referendario, desueto dalla fine del regime napoleonico, per approvare la nuova Costituzione e confermare i poteri provvisori del nuovo stato
- I partiti politici, benché già costituitisi agli albori del secolo, si trasformarono da ristrette associazioni di deputati a vere e proprie organizzazioni strutturate.

Contemporaneamente alle elezioni, causa delle pressioni di de Gaulle il governo provvisorio (con la sola contrarietà dei radicali) optò per porre 2 quesiti referendari circa l'assetto del nuovo stato: il primo quesito chiedeva se i cittadini volessero che le elezioni eleggessero un'assemblea costituente o semplicemente una legislatura che continuasse la Terza Repubblica; il secondo quesito domandava se gli elettori volessero continuare, fino all'introduzione di una nuova costituzione, a mantenere intatto il governo provvisorio (comprendente tutti i partiti).
Gli elettori, benché divisi per credo politico, erano tutti memori dell'instabilità politica che aveva caratterizzato la Terza Repubblica e che era stata una delle cause della caduta della Francia nel 1940. I due quesiti registrarono tutte e due la vittoria del "sì": per il primo ci fu un totale rifiuto del precedente establishment (18.584.746 voti, pari al 96,4% dei votanti), mentre nel secondo caso si dimostrò una certa diffidenza al "sistema dei partiti" che stava nascendo (12,794,943 voti, parti al 66,5% dei votanti).

## Risultati
|             | Totale     | Percentuale (%) | Percentuale (%)  |
| ----------- | ---------- | --------------- | ---------------- |
| Elettori    | 24.622.862 |                 |                  |
| Votanti     | 19.657.603 | 79,8            | (su n. elettori) |
| Voti validi | 19.152.716 | 77,8            | (su n. votanti)  |
| Astenuti    | 4.965.259  | 20,1            | (su n. iscritti) |

| Partito                           | Partito | Voti       | %    | Seggi |
| --------------------------------- | ------- | ---------- | ---- | ----- |
|                                   | PCF     | 5.024.174  | 26,2 | 159   |
|                                   | MRP     | 4.580.222  | 23,9 | 150   |
|                                   | SFIO-MA | 4.491.152  | 23,4 | 146   |
|                                   | RGR     | 2.018.665  | 10,5 | 71    |
|                                   | PRL     | 3.001.063  | 15,6 | 53    |
|                                   | Altri   | 37,440     | 0,7  | 7     |
| Totale                            | Totale  | 19.152.716 | 100  | 586   |
| Dati: Élections législatives 1945 |         |            |      |       |

## Conseguenze
I risultati delle elezioni presentarono un grande punto di svolta rispetto a quelle del 1936:
- il movimento marxista, rappresentato dal PCF (comunista) e della SFIO (socialista), che nelle precedenti elezioni componeva il 35% dei voti, registrò una spinta positiva. I due partiti ottennero rispettivamente il 26% ed il 23%, dandogli le capacità di rappresentare la maggioranza relativa nell'Assemblea (49%). I comunisti in particolare, per il loro ruolo nella Resistenza, passarono da partito minoritario a forza di governo.
- il centro-sinistra storico, rappresentato dai radicali (PRRRS), registrò invece un crollo del suo elettorato, passando da forza trainante di tutti i governi della Terza Repubblica del 1901 a simbolico quarto partito, status mantenuto anche grazie all'apparentamento con l'UDSR liberal-socialista, che gli fece ottenere il 10% circa dei voti.
- il centro-destra liberale, rappresentato dagli ex-membri dell'Alleanza Democratica riunitisi nel Partito Repubblicano della Libertà, sperimentò un crollo dovuto all'associazione dei capofila del loro precedente partito con il regime di Vichy. Pur ottenendo il 15% dei voti, venne superato in termini di seggi dall'asse radicali-UDSR.
- il nuovo grande centro, incarnato dal partito democristiano Movimento Repubblicano Popolare (MRP), presentò una grande novità nel panorama politico francese, dove i cattolici rimasero storicamente assenti o minoritari durante la fase terzo-repubblicana. Il MRP costituisce da solo la seconda forza politica del Paese (25%) e l'unica in grado di fronteggiare i comunisti.

Al fine di coordinare l'Assemblea verso una comune politica costituzionale, pur avendo idee diverse i tre grandi vincitori (PCF, MRP e SFIO) decisero di coalizzarsi in un'alleanza tripartita (appunto definito "Tripartismo") per costringere De Gaulle, tecnocrate avverso al meccanismo partitico, a seguire l'indirizzo politico dettato dall'Assemblea